# Comitè central
El comitè central és la denominació comuna d'un cos administratiu permanent d'organitzacions i partits comunistes escollit a cada congrés o assemblea general. Anàleg a la figura de la junta directiva, la seva implantació es remunta a inicis segle xx, independentment de si tenen condició de força de govern o no. En aquestes organitzacions i partits, el comitè central fa les funcions típicament atribuïdes als delegats elegits pel congrés de partit. En aquells Estats on el partit comunista gestiona la dictadura del proletariat, el comitè central pren les decisions pel partit entre congressos, i normalment es fa càrrec de l'elecció del Politburó. En aquells Estats on el partit comunista no governa, el comitè central s'entén a ulls de la militància com l'autoritat decisòria entre congressos, des del moment en què el centralisme democràtic s'assumeix com una posició de partit.
Algunes entitats no comunistes també utilitzen aquesta denominació, com ara el partit de dretes israelià Likkud, l'Església Mennonita, o Alcohòlics Anònims, així com el Comitè Central d'Objectors de Consciència (a la guerra).

## Selecció de comitès centrals
- Comitè Central del Partit Comunista de la Unió Soviètica
- Comitè Central del Partit Comunista Xinès
- Comitè Central de Milícies Antifeixistes de Catalunya